# Allard J2
Allard J2 – sportowy dwumiejscowy samochód z otwartym nadwoziem produkcji firmy Allard Motor Co.
Samochód ten powstał jako następca modelu K1. Według założeń konstrukcyjnych miał być małym i lekkim sportowym samochodem wyposażonym w silnik o dużej mocy. Pod względem mechanicznym samochód był uproszczony tak bardzo, jak to tylko możliwe. Posiadał zmodyfikowane niezależne przednie zawieszenie i zawieszenie tylne w układzie de Dion. Samochód posiadał kilka mankamentów technicznych, m.in. dużej wielkości tylne błotniki wywoływały siłę nośną zmniejszającą przyczepność. Pojazd napędzał ośmiocylindrowy silnik Cadillaca w układzie V (rzadziej stosowano silniki marki Mercury). Masa całkowita samochodu wynosiła około 1200 kg. Samochód mimo potężnej mocy wyposażono w hamulce bębnowe.
W 1950 roku właściciel i twórca firmy Allard Motor Co. - Sydney Allard startował na J2 w 24-godzinnym wyścigu Le Mans. Samochód wywołał ogromne zdziwienie plasując się na trzecim miejscu ze średnią prędkością 141,2 km/h.
Allard J2X produkowany w Kanadzie napędzany był jednostką V8 Chryslera.